# Nos Kalik
Nos Kalik je naselje u sastavu Grada Drniša, u Šibensko-kninskoj županiji. Nalazi se oko 17 kilometara jugozapadno od Drniša, između Krke i Čikole, unutar nacionalnog parka Krka. 

## Povijest
Početkom Domovinskog rata naselje je okupirao srpski agresor. Oslobođeno je 9. ožujka 1992. U akciji oslobađanja poginula su dva hrvatska branitelja.

## Stanovništvo
Prema popisu iz 2011. naselje je imalo 1 stanovnika.
| broj stanovnika | 161   |       | 175   | 144   | 174   | 189   |       | 173   | 250   | 255   | 220   | 191   | 104   | 51    | 5     | 1     | 2     |
|                 | 1857. | 1869. | 1880. | 1890. | 1900. | 1910. | 1921. | 1931. | 1948. | 1953. | 1961. | 1971. | 1981. | 1991. | 2001. | 2011. | 2021. |